# Maurren Maggi
Maurren Higa Maggi (1976. június 25. –) olimpiai bajnok brazil atléta, távolugró. 12,71 másodperccel 100 méteres gátfutásban, 7,26 méterrel pedig távolugrásban az aktuális női dél-amerikai rekord birtokosa. Ő hazája első női olimpikonja, aki egyéni sportban aranyérmet szerzett, továbbá ő az első dél-amerikai nő, aki atlétikai számban győzött az olimpián.

## Pályafutása
A 90-es évek végén három aranyérmet nyert a dél-amerikai bajnokságon, valamint további két érmet szerzett a pánamerikai játékokról. Ebben a kezdeti szakaszában a távolugrás mellett gátfutásban is jeleskedett.
2000-ben vett részt első alkalommal az olimpiai játékokon. Sydney-ben 6,35-dal huszonnegyedikként végzett a távolugrás számában. Egy évvel később, a Pekingben rendezett Universiadén egy arany-, és egy ezüstérmet szerzett. Előbbit távolugrásban, utóbbit 100 méter gáton.
Első kimagasló nemzetközi sikerét a 2003-as fedett pályás világbajnokságon érte el, ahol az orosz Tatyjana Kotova, és az ukrán Inesza Kravec mögött harmadik, bronzérmes lett. Hetekkel a torna után megbukott egy doppingteszten. Szervezetében clostebolt találtak, amiért kétéves eltiltást kapott. Maggi azzal védekezett, hogy egy szőrtelenítéshez használt krém tartalmazta a doppinglistás anyagot.
Kétéves eltiltását le kellett töltenie, ezért nem vehetett részt a 2004-es athéni olimpián. Ezzel kapcsolatban a következőt nyilatkozta: "Nem aggódom, hisz Heike Drechsler 35 éves korában nyert az olimpián, így bármi megtörténhet"".
2004 decemberében életet adott lányának, Sophie-nak, majd 2006-ban tért vissza a versenysportba. Visszatérte utáni első jelentős sikerét a pánamerikai játékokon elért győzelmével szerezte, majd 2008-ban ezüstérmes lett a fedett pályás világbajnokságon.
A pekingi olimpián a második legjobb eredménnyel jutott túl a selejtezőn. A döntőben rögtön egy 7,04-es ugrással kezdett, melyet a következő körökben sem ő, sem a mezőny nem tudott túlszárnyalni. A harminckét éves Maggi így - mindössze egy centiméteres előnnyel - győzött a szám címvédője, az orosz Tatyjana Lebegyeva előtt, és lett olimpiai bajnok.

## Egyéni legjobbjai
- 60 méteres gátfutás - 8,2 s (2000)
- 100 méteres gátfutás - 12,71 s (2001)
- Hármasugrás - 14,53 m (2003)
- Távolugrás (szabadtér) - 7,26 m (1999)
- Távolugrás (fedett) - 6,89 m (2008)

## Magánélete
Volt férje Antônio Pizzonia autóversenyző, akitől egy lánya született, Sophia.